# Проспект Мира (Кострома)
Проспе́кт Ми́ра (ранее — Павловская улица, улица им. А. В. Луначарского, проспект Сталина) — проспект в Костроме, проходящий от Сусанинской площади до Костромского ипподрома и гостиницы «Аристократ», формирующий главную композиционную ось регулярного плана городской застройки.
Пересекает город в направлении с юго-запада на северо-восток, протяжённость — 4 км 200 м.

## История
Современное название улица носит с 1961 года (присвоено решением горисполкома от 10 ноября 1961 года № 921), ранее — Павловская улица, проложенная в соответствии с регулярным планом Костромы 1784 года и названная в честь Павла I, на тот момент наследника престола, будущего императора. На плане 1784 года Павловская улица — центральная в Костроме, делящая город надвое.
В 1918 году улица была переименована в улицу им. А. В. Луначарского, в 1952 году — в проспект Сталина.
Застройка каменными домами началась в 1780-х годах. В 1778 году на месте домов 4—6 купцом А. П. Дурыгиным была построена полотняная мануфактура, крупнейшая в Костроме. Начало проспекта представлено домом Борщова, который нумеруется по улице Шагова, впоследствии в нём расположился суд. 
В начале 1900-х годов в серединной части проспекта был разбит бульвар. В 1940 году устроен ипподром. С 1960-х годов активная застройка жилыми зданиями велась на участке от Калиновской улицы. В районе начала улиц Беговой и 1-й Боевой, где в конце 1960-х годов были построены дома с нумерацией по проспекту Мира на месте одноэтажных хибарок, был построен на пустыре в 1932 году лицей № 32. Раньше на этом месте стояли циклодром и Новое кладбище, которое позже было перенесено. Были построены в 1960 году Областная больница и Станция переливания крови на месте вырубленной березовой рощи. Улица Беговая раньше называлась Загородной в конце Павловской, современное название получила в 1925 году, потому что здесь стоял циклодром, на котором проводились бега, стоял конно-спортивный клуб. На пересечении проспекта Мира с улицей Боевой стояли военные казармы, благодаря которым последняя получила такое название. Сейчас на их месте стоят современные здания и школа № 18. В 1970-х годах на бывшей Сенной площади был разбит сквер, построены здание цирка и 9-этажный жилой дом.
Также на проспекте было построено Троллейбусное депо, сейчас здесь помимо троллейбусов располагаются и городские общественные автобусы. Оканчивается проспект в районе ипподрома и переходит в улицу Костромскую и микрорайон Ребровка (ранее посёлок Северный). .

## Объекты
Значимые здания, расположенные на проспекте Мира:
- дом 5 — Романовский музей
- дом 7 — Усадьба М.П. Дурыгина (Здание Дворянского собрания)
- дом 8 — Духовное училище (в настоящее время — родильный дом № 1)
- дом 9 — Костромской государственный драматический театр имени А. Н. Островского
- дом 11 — бывшая усадьба Дурыгиных
- дом 13/7 — бывший дом Дурыгиных
- дом 26 — Костромской государственный цирк
- дом 51 — Ленинский районный суд Костромы

- Дворянское собрание
- Дом № 5
- Дом № 8
- Дом № 9
- Дом № 26, Цирк